# Obrenović
Huset Obrenović (serbisk: Обреновићи) var fyrster og konger af Serbien, når tronen ikke var besat af deres rivaler, slægten Karadjordjević.
- Miloš Obrenović (fyrste af Serbien 1815-39, 1858-60)
- Milan Obrenović (fyrste af Serbien 1839)
- Mihailo Obrenović (fyrste af Serbien 1839-42, 1860-68, myrdet)
- Milan Obrenović (fyrste af Serbien 1868-82, konge 1882-89, abdicerede)
- Alexander 1. af Serbien (konge af Serbien 1889-1903, myrdet)